# Tiliacora dinklagei
Tiliacora dinklagei är en tvåhjärtbladig växtart som beskrevs av Adolf Engler. Tiliacora dinklagei ingår i släktet Tiliacora och familjen Menispermaceae. Inga underarter finns listade i Catalogue of Life.